# Kvarteret Skogen

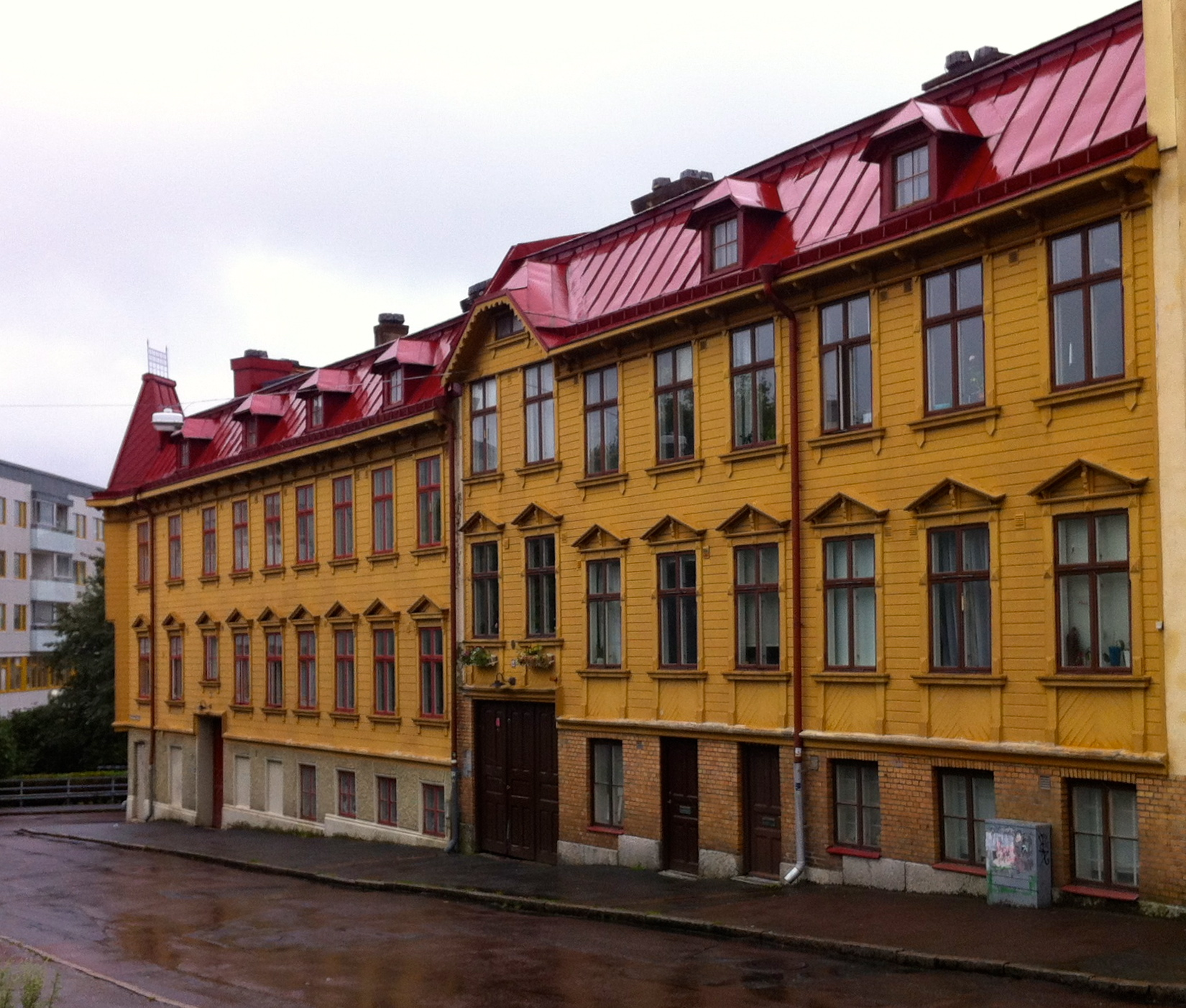
Storebackegatan 10-12.

Kvarteret Skogen består av två sammanbyggda hus vid Repslagaregatan 1 och Storebackegatan 10-12 i stadsdelen Stigberget i Göteborg. Bostadshuset vid Repslagaregatan är från 1882 och det vid Storebackegatan är från 1905. Fastigheten Stigberget 33:2 hade tidigare benämningen Kvarteret Stigberget 613:16-17. Kvarteret Skogen är byggnadsminne enligt Kulturmiljölagen sedan den 28 december 1999.

## Bakgrund
Under decennierna efter Andra världskriget ägnade Göteborgs stad stor energi åt att avhjälpa bostadsbrist och dåliga sanitära förhållanden för sin befolkning. Sedan nya ytterstadsdelar börjat byggas var det dags att ta itu med den centrala stadens saneringsmogna områden med vanvårdad och förfallen bebyggelse. Till dessa räknades i synnerhet de stadsdelar, som dominerades av tät trähusbebyggelse med huvudsakligen så kallade landshövdingehus. Dessa var uppförda under 1800-talets senare del och 1900-talets början. Situationen ansågs med hänsyn till planmässiga och tekniska förutsättningar kräva genomgripande förnyelse genom totalsanering – det vill säga riving och nybyggnad.
Till de största saneringsprojekten hörde Stigberget och Olivedal där 1 860 lägenheter, till allra största delen ett rum och kök eller mindre, ersattes av omkring 1 200 rymliga "normallägenheter". En unik och pittoresk stadsbild – känd som "Göteborgs Montmartre" – försvann och följdes av hårt sandardiserad storskalig nybebyggelse, terrassformigt placerad i en radikalt förändrad terräng. Förnyelsen omfattade sluttningen från Masthuggstorget upp till Fjällgatan och genomfördes av Riksbyggen enligt stadsplanen som fastställdes 1962.
För området väster om Repslagaregatan fastställdes en stadsplan 1964, vilken medgav nybyggnad i Kvarteret Skogen. Dess låga exploateringsgrad innebar att planen aldrig genomfördes. Bebyggelsen i den södra delen av Kvarteret Skogen med landshövdingehus runt en helt kringbyggd gård avröjdes efter en stor brand 1977.  Då var även fastigheten bakom den gemensamma brandmuren hotad. Den aktuella fastigheten togs med i Göteborg kommuns bevarandeprogram år 1987.

## Beskrivning

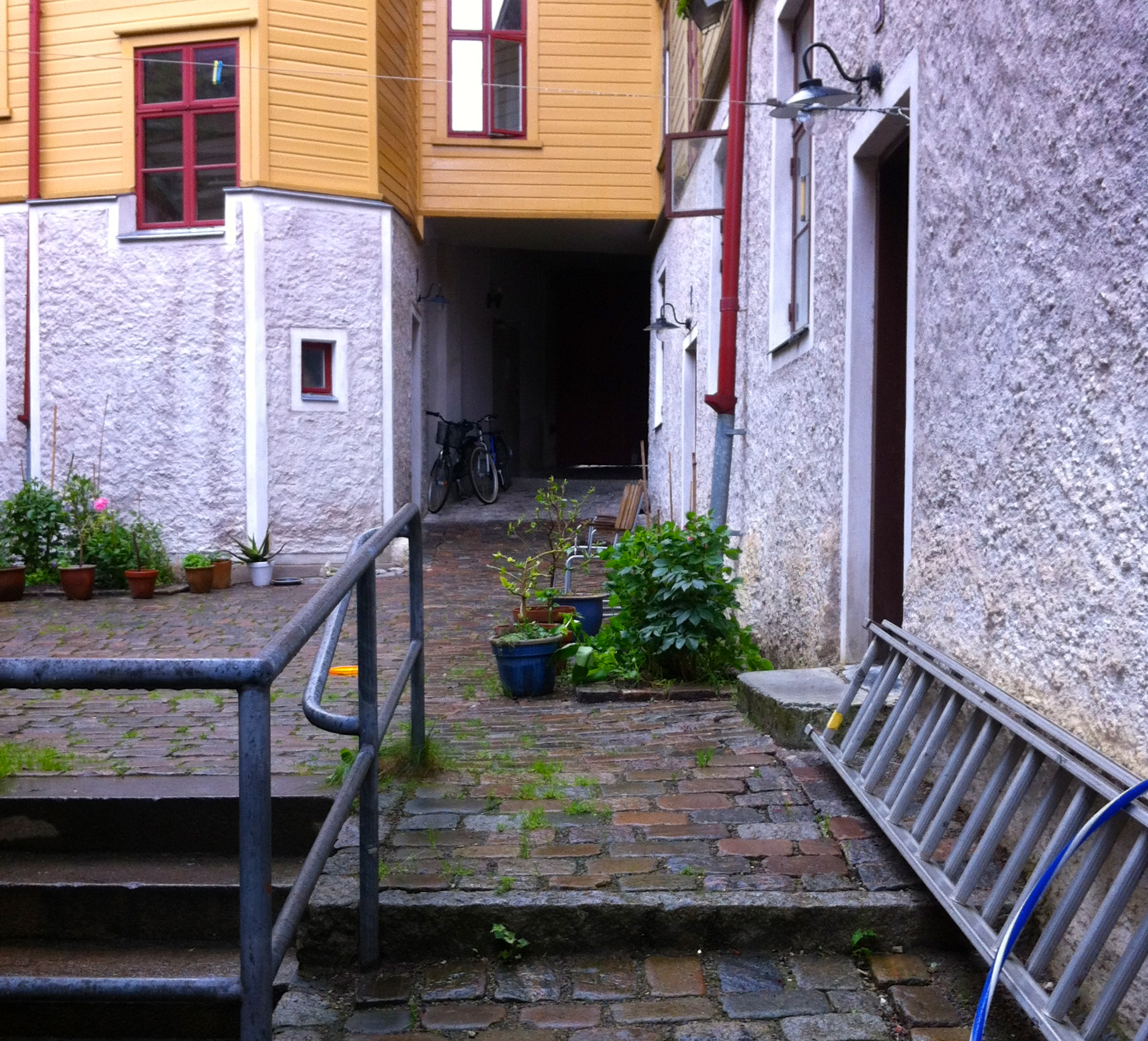
Gården är belagd med gatsten.

Bebyggelsen i Kvarteret Skogen har tillkommit i två etapper i samband med reglering av gator och tomter i området. Byggnaderna är uppförda i två våningar av trä på olika höga stensocklar. Repslagaregatan 1 byggdes 1882 som landshövdingehus. Storebackegatan 10-12 byggdes 1904–05 och har brutet tak, hörntorn och spetsiga takkupor. Byggnaderna är anpassade till den sluttande terrängen och omger en sluten gård. På gården finns ett uthus från 1883. Fasaderna mot gatan är tidsenligt detaljrika till skillnad från gårdsfasaderna, som är enklare i sin utformning. De äldre husen har sadeltak. Gården är belagd med gatsten och har vårdträd och planteringar. De två landshövdingehusen är tillsammans med den terrasserade gården en välbevarad miljö från sekelskiftet 1900 – den tidsperiod när stadsdelen var bebodd av arbetare och sjöfolk.

## Historik

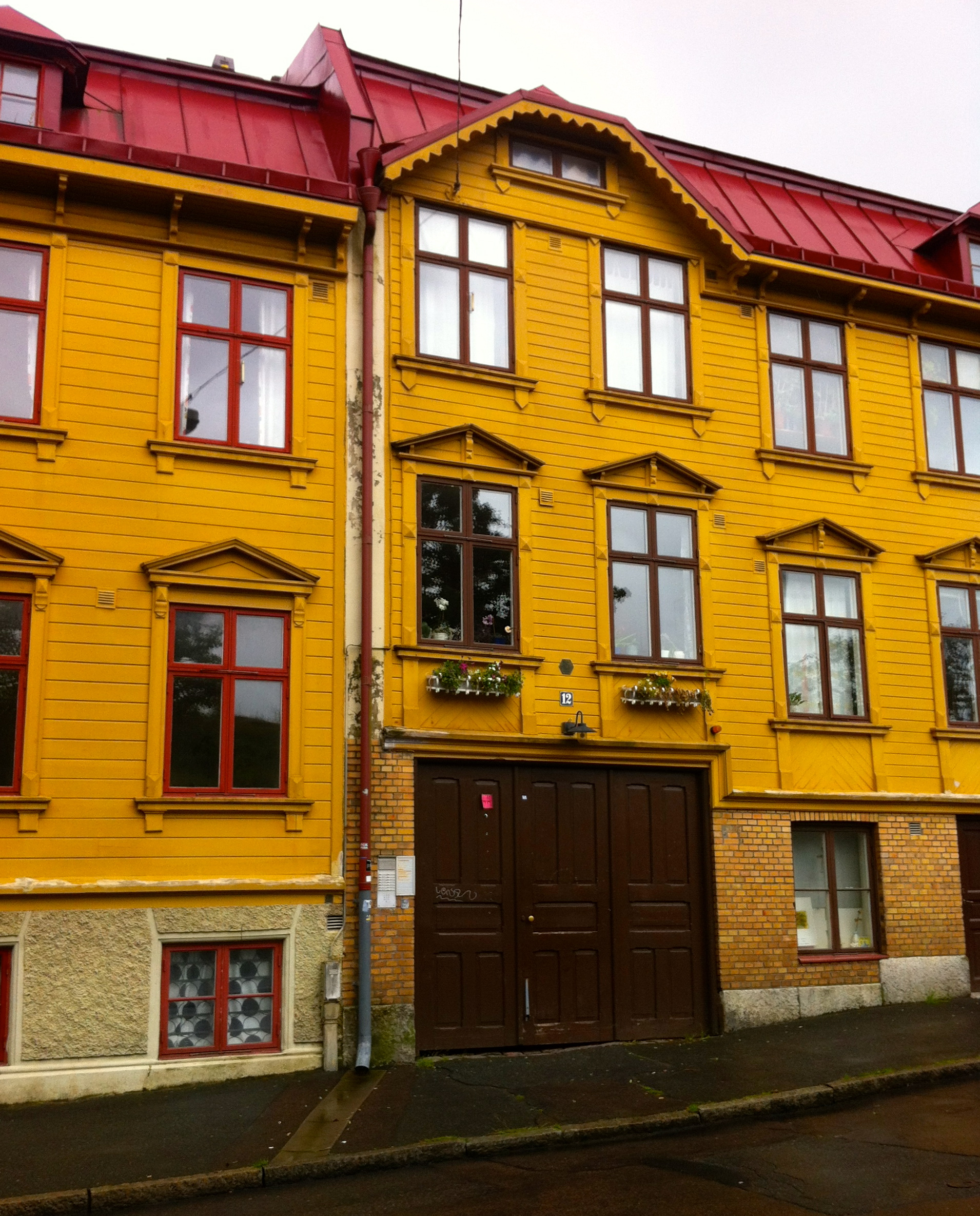
Mötet mellan husen på Storebackegatan 10 och 12.

På Stigbergshöjdens utkant mot väster reser sig Masthuggskyrkan med sin utsiktsplatå. Vägen dit går över Repslagaregatan och Storebackegatan. Kvarteret Skogen utgör ett återstående fragment av Masthuggsbergens förutvarande stadsbild. Denna fick sin prägel av den brutna klippterrängen, där i huvudsak trä- och landshövdingehus trängts samman vid smala, krokiga, backiga gator och även runt gårdar som ofta terrasserats i olika nivåer. Stigberget var förr en del av sjöfolkets Majorna, som införlivades med Göteborg 1868 och förtätades enligt 1878 års regleringsplan. 
Bebyggelsen har tillkommit i enlighet med föreskrifterna i den vid respektive tillfälle gällande lokala byggnadsordningen. 
Landshövdingehus  är en hustyp, som i strikt juridisk bemärkelse stred mot den lokala byggnadsordningen av år 1874. Efter byggnadsnämndens avslag 1875 hade länsstyrelsen emellertid gett "dispens" för hustypen. Redan 1880 var denna praxis så etablerad, att en källare kunde anläggas under den officiella källaren, som alltså var husets egentliga bottenvåning.
Ett gårdshus från 1883 i Kvarteret Skogen har en vanlig låg källarsockel. Storebackegatan 10-12 byggdes som en fortsättning av Repslagaregatan 1 – i samma taklisthöjd men utan landshövdingehusets hela bottenvåning. Detta berodde på en särskild inskränkande bestämmelse för denna typ av hus i 1895 års byggnadsordning. Sockeln behövde minska i höjd på grund av gatans stigning från bottenvåningen vid hörnet till en allt djupare källare. Hörnhuset vid Repslagaregatan 1 och Storebackegatan 10 har det stora gemensamma gårdsrummets nedre plan i en betydligt lägre nivå än gatunivån. Därför var 10:ans källarsockel endast "landshövdingehusmässig" på gårdssidan. Sammanfogningen i gathörnet av den äldre och den yngre byggnaden är diskret utförd – ett tornkrönt "burspråk" döljer skarven mellan sadeltaket och det brutna taket. Fasadarkitekturen ger sken av att vara gemensam. 
Kvarteret Skogen, bildat på 1940-talet i samband med nybyggnad på fastigheten vid Storebackegatan 14, ingick i det mycket större kvarteret Signalen, som bildades år 1900 och omfattade alla fastigheterna runt Stigbergets krön. Det är denna omständighet som styrt utformningen av Storebackegatan 10-12. Särskilda regler för landshövdingehus hade införts i byggnadsordningen 1895, syftande till ett mindre eldfarligt byggnadssätt - bland annat fick hustypen inte längre uppföras i mycket stora kvarter som i kvarteret Signalen. Detta är orsaken till att kvarterets hörnlösning blivit lugn och harmonisk. Tillbyggnaden vid gathörnet hade under normala förhållanden skett med trappning i fasaden för att ta upp markens lutning. Intressant i sammanhanget är det inbyggda gavelpartiet till Repslagaregatan 1 - med bevarad fasadpanel och rester av yttertakets tjärpapp - vilket ingår i den återstående ursprungliga vindsinteriören på Storebackegatan 10. 
Byggnadssättet följer tidens vedertagna stadsbyggnadsprinciper. Gathusen är sammanbyggda, gårdsflyglarna enkelsidiga med brandmurar i tomtgränserna. Fasaderna utformades med en detaljrik, modebetonad stildräkt mot gatorna, men mer anspråkslöst mot gårdarna. Iögonenfallande karaktärsdrag för de perioder, som byggnaderna representerar är 1880-talets klassiserande stil och det tidiga 1900-talets från stenhusens palatsarkitektur lösgjorda, mer pittoreska formspråk. Hit hör också de äldre husens sadeltak och de yngres brutna tak, prydda med kupor. Till den intima gårdsmiljöns karaktär bidrar såväl uthusen som de utbyggda trapphusen. Gårdarna, belagda med gatsten, har traditionsenligt prytts med grönska i form av vårdträd och små rabatter. Terrassmuren mellan gårdarna har utgjort fastighetsgräns mellan 10:an och 12:an. En trappförbindelse i lokaltrationens anda har tillkommit. 
Kvarteret Skogens trähusbebyggelse representerar det enkla boendet förr i Göteborgs sjömanskvarter och har därför stor betydelse i sitt sammanhang med Masthuggskyrkan, som är ett berömt landmärke vid Göta älv. Kyrkan utgör ett dominerande blickfång i Storebackegatans gatuperspektiv, vid Repslagaregatan sekunderad av landshövdingehusets hörntorn med burspråk. Storebackegatan är uppfart till kyrkan och det omgivande kala Stigbergets topp är en av stadens mest besökta utsiktsplatser. Trähusbebyggelsen ingår i en av Göteborgs mest symbolladdade stadsmiljöer och framhäver sig uttrycksfullt i omgivningen.

## Räddningen

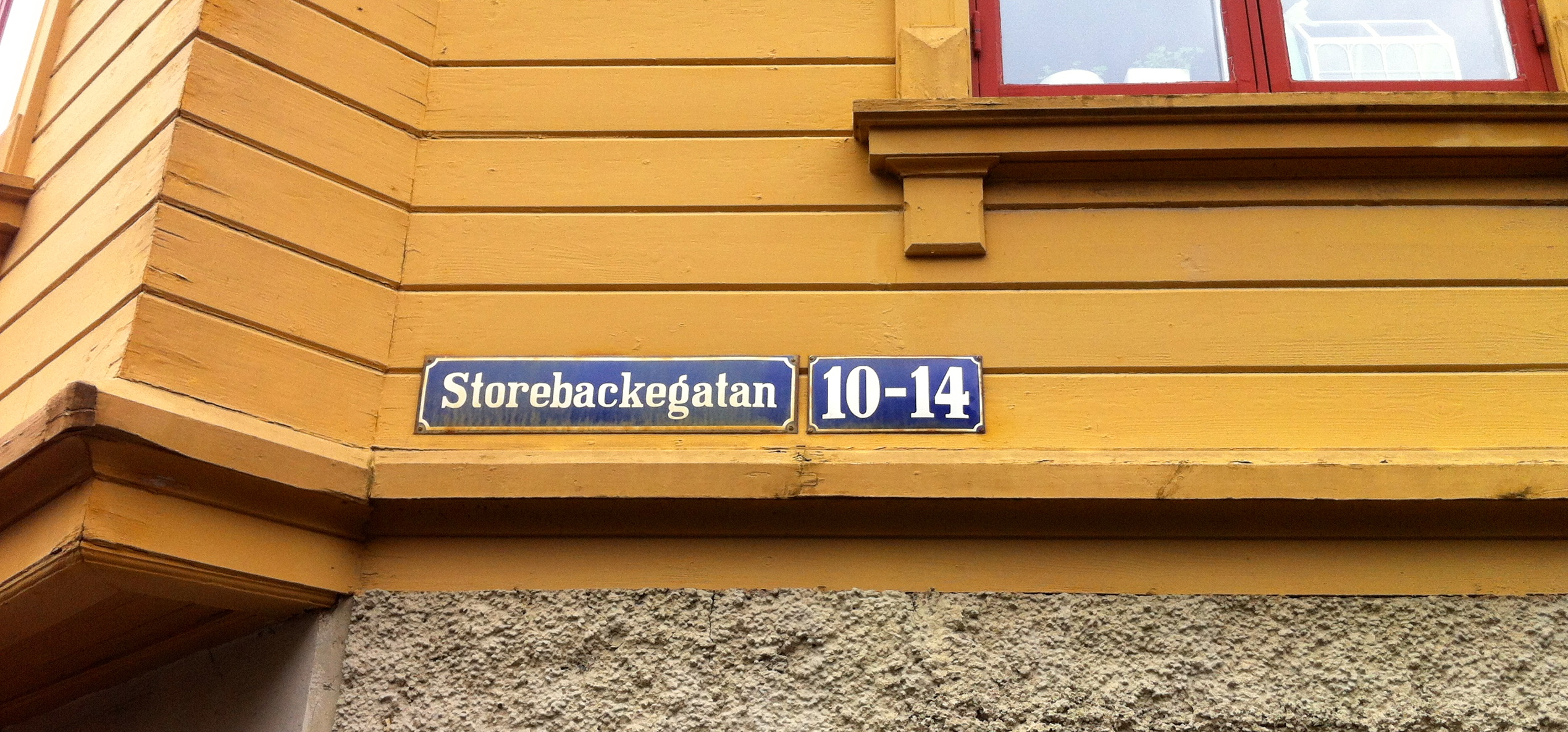
Gatuskylten Storebackegatan 10-14.

I november 1981, under ett kommanditbolags bristfälliga förvaltning, bildade hyresgästerna Bostadsrättsföreningen Storebacke och väckte fråga om byggnadsminnesförklaring. I remissyttranden tillstyrkte Byggnadsnämnden, Göteborgs historiska museum och Riksantikvarieämbetet förslaget – bland annat framhölls gårdsmiljön – medan Riksbyggen och Procedo, som i tur och ordning förvärvat kommanditbolaget, ansåg att ett bevarande av bebyggelsen i sin helhet som orealistisk, särskilt med avseende på en tilltänkt tillbyggnad på angränsande tomt. Länsstyrelsen förde diskussioner med bolagsmännen angående ekonomiska villkor vid en byggnadsminnesförklaring. Detta resulterade i att dessa istället ansökte om rivningslov för byggnaderna. Byggnadsnämnden meddelade 1989 anstånd med beslut om rivning då bebyggelsen bedömdes vara i byggnadsminnesklass och planarbetet påbörjats för dess säkerställande.
Charkuteristen Olssons hus och det intilliggande Storebackegatan 10-12 blev kvar efter saneringarna. Olssons hus brann ner 1977 och 1982 ville staden riva denna allra sista rest av det gamla Stigbergets bebyggelse. Där bodde dock folk, som månade om huset, och skötte det på egen hand.
En förprojektering 1990 med inriktning på varsam ombyggnad finansierades av kommunen och länsstyrelsen gemensamt. Kostnadsanalysen gav ett positivt resultat och kommunen fullföljde detaljplanen med skyddsbestämmelser för den omdiskuterade bebyggelsen. Fastigheten övertogs av en ny privat intressent, som i samråd med länsstyrelsen, projekterade och genomförde en ombyggnad med statliga tilläggslån för kulturhistoriskt värdefull bebyggelse. Byggherren godkände även föreslagna skyddsföreskrifter, men länsstyrelsen avvaktade med beslut om byggnadsminnesförklaring. En ny ägare förvärvade därefter fastigheten och länsstyrelsen aktualiserade på nytt ärendet. Efter revidering godkändes ett nytt förslag till skyddsföreskrifter.

## Bilder

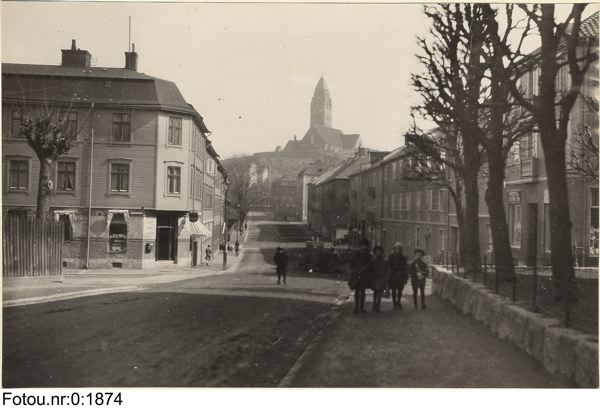
Amiralitetsgatan med Masthuggskyrkan i bakgrunden, 1929. Foto: A. Lindskog. Bildsamlingen vid Göteborgs stadsmuseum.
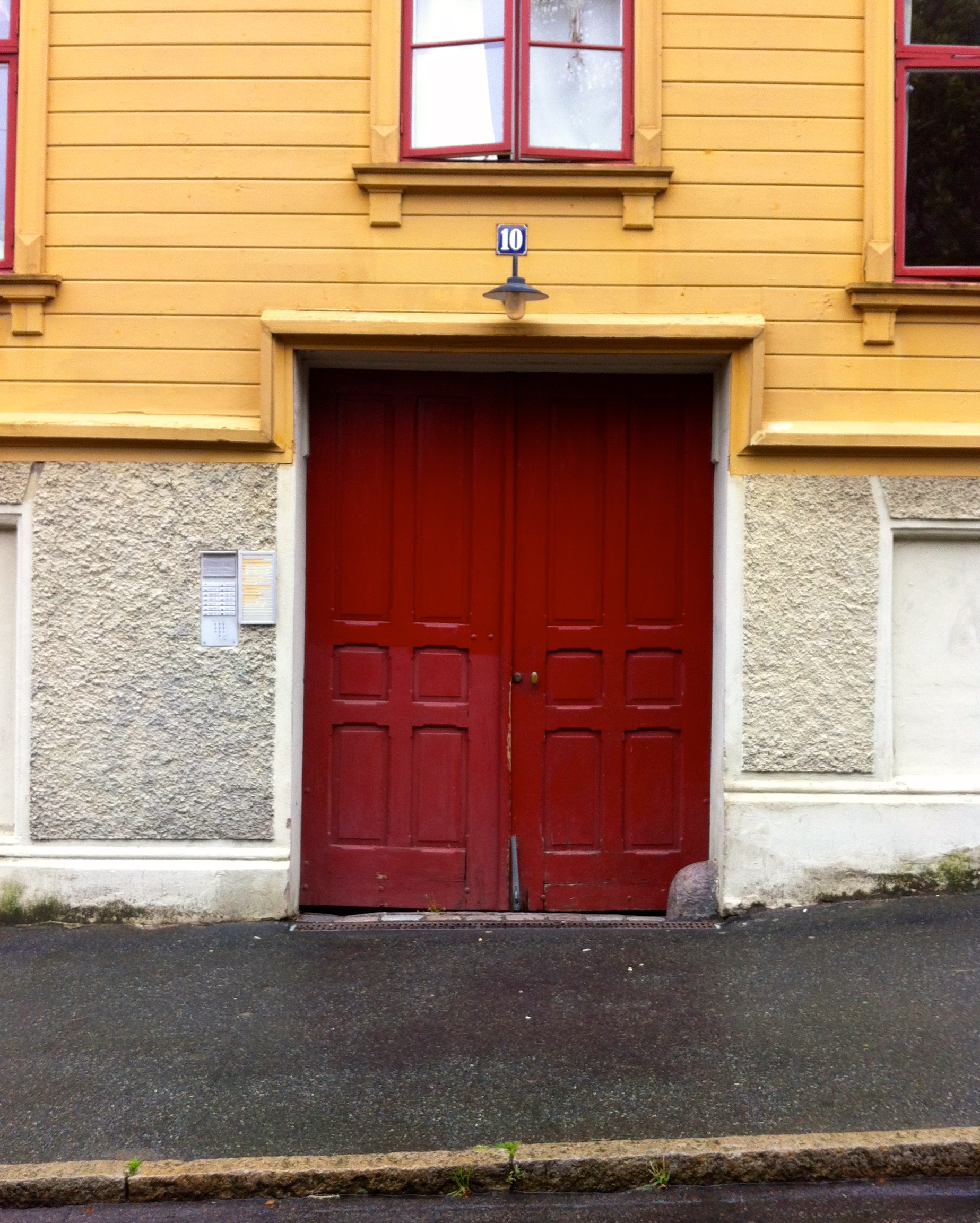
Porten vid Storebackegatan 10.
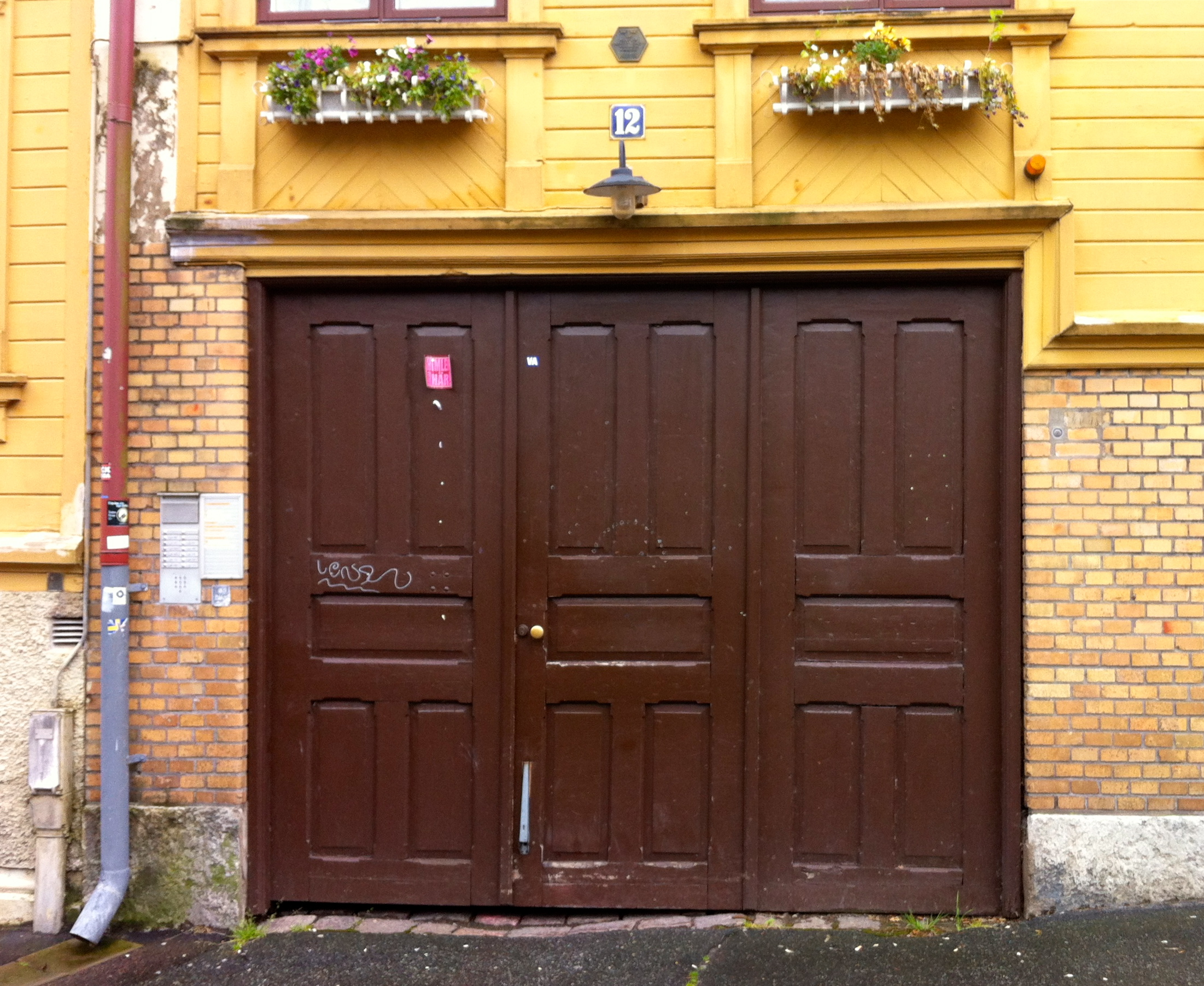
Porten vid Storebackegatan 12.
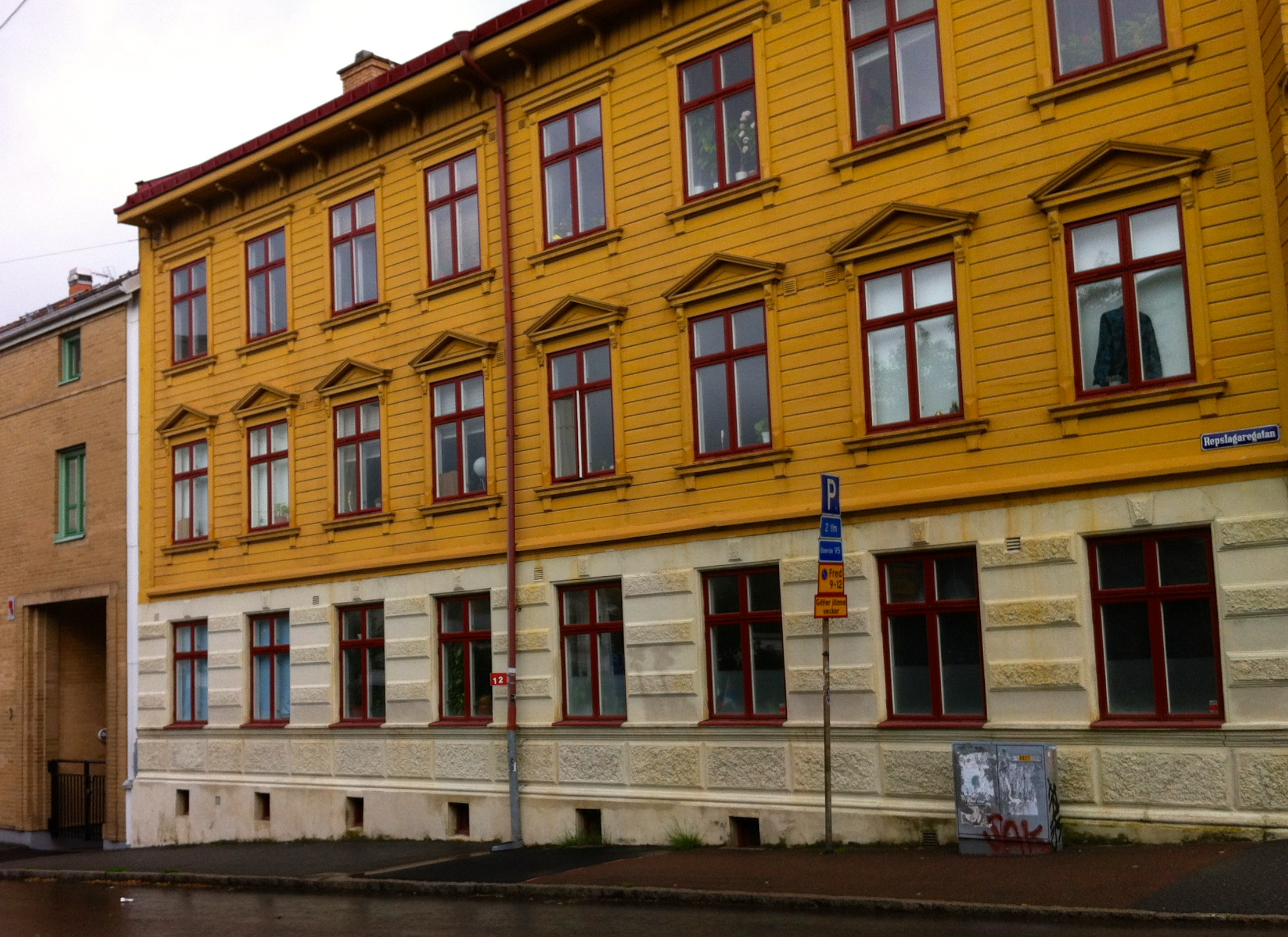
Repslagaregatan 1.